# Kelvedon
Kelvedon est un village et une paroisse administrative situés dans l'Essex (Angleterre), près de la ville de Witham. Au moment du recensement de 2001, il comptait 3 485 habitants.
Le Feering and Kelvedon Local History Museum, situé à Kelvedon, est un musée d'histoire locale, portant notamment sur l'archéologie, l'agriculture, les métiers.
Le prédicateur Charles Spurgeon (1834-1901) est né à Kelvedon.